# Équipe du Maroc féminine de handball

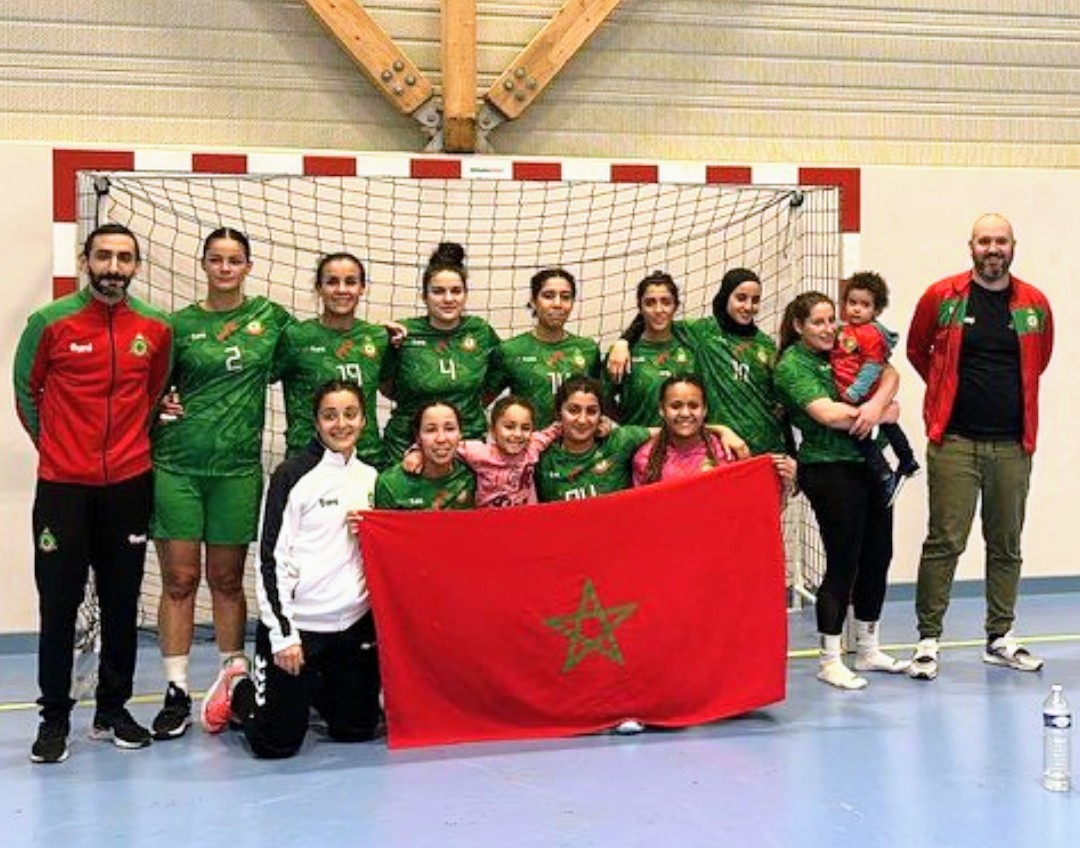
L'équipe nationale en 2023.

Ne doit pas être confondu avec Équipe du Maroc masculine de handball.
Maillots
L'équipe du Maroc féminine de handball est la sélection nationale représentant la Maroc dans les compétitions internationales féminines de handball sous l'égide de la Fédération royale marocaine de handball.
La sélection n'a jamais participé aux Jeux olympiques ni aux championnats du monde.

## Résultats

### Parcours aux championnats d'Afrique
La sélection a disputé à cinq reprises la phase finale des championnats d'Afrique :
- 1974 à 1985 : non qualifié
- 1987 : 8e
- 1989 à 2000 : non qualifié
- 2002 : 9e
- 2004 à 2010 : non qualifié
- 2012 : 10e[1]
- 2014 et 2016 : non qualifié
- 2018 : 10e/10
- 2022 : 11e

### Parcours aux Jeux africains
La sélection a disputé une seule fois les Jeux africains :
- 1978 à 2015 : non qualifié
- 2019 : 7e/10

## Effectif

### Sélectionneur
Parmi les sélectionneurs, on trouve :
- Kévin Decaux : de 2018[2] à 2019 et à partir de 2022[3].
- Moner Haryouli : à partir 2024

### Joueuses
Parmi les joueuses internationales, on trouve :
- Sophia Fehri : dans les années 2020